# بيلين أسينسيو
بيلين أسينسيو سيو (بالإسبانية: Belén Asensio Siu، ولدت في 21 ديسمبر 1976، مدريد، إسبانيا) لاعبة تايكوندو إسبانية، تَخَصّصت في وزن تحت 47 كغم.
حصلت على ميداليتين ذهبيتين في بطولات العالم للتايكوندو، كما حازت على ميداليتين ذهبيتين في بطولات أوروبا للتايكوندو.

## إنجازاتها

### بطولة العالم للتايكوندو
- 1999 إدمونتون  كندا:  ميدالية ذهبية في وزن تحت 47 كغم.
- 2005 مدريد  إسبانيا:  ميدالية ذهبية في وزن تحت 47 كغم.

### بطولة أوروبا للتايكوندو
- 2000 باتراس  اليونان:  ميدالية ذهبية في وزن تحت 54 كغم.
- 2006 بون  ألمانيا:  ميدالية ذهبية في وزن تحت 47 كغم.

## روابط خارجية
- بيلين أسينسيو على موقع TaekwondoData.com (الإنجليزية)